# Parque Arqueológico de Centocelle

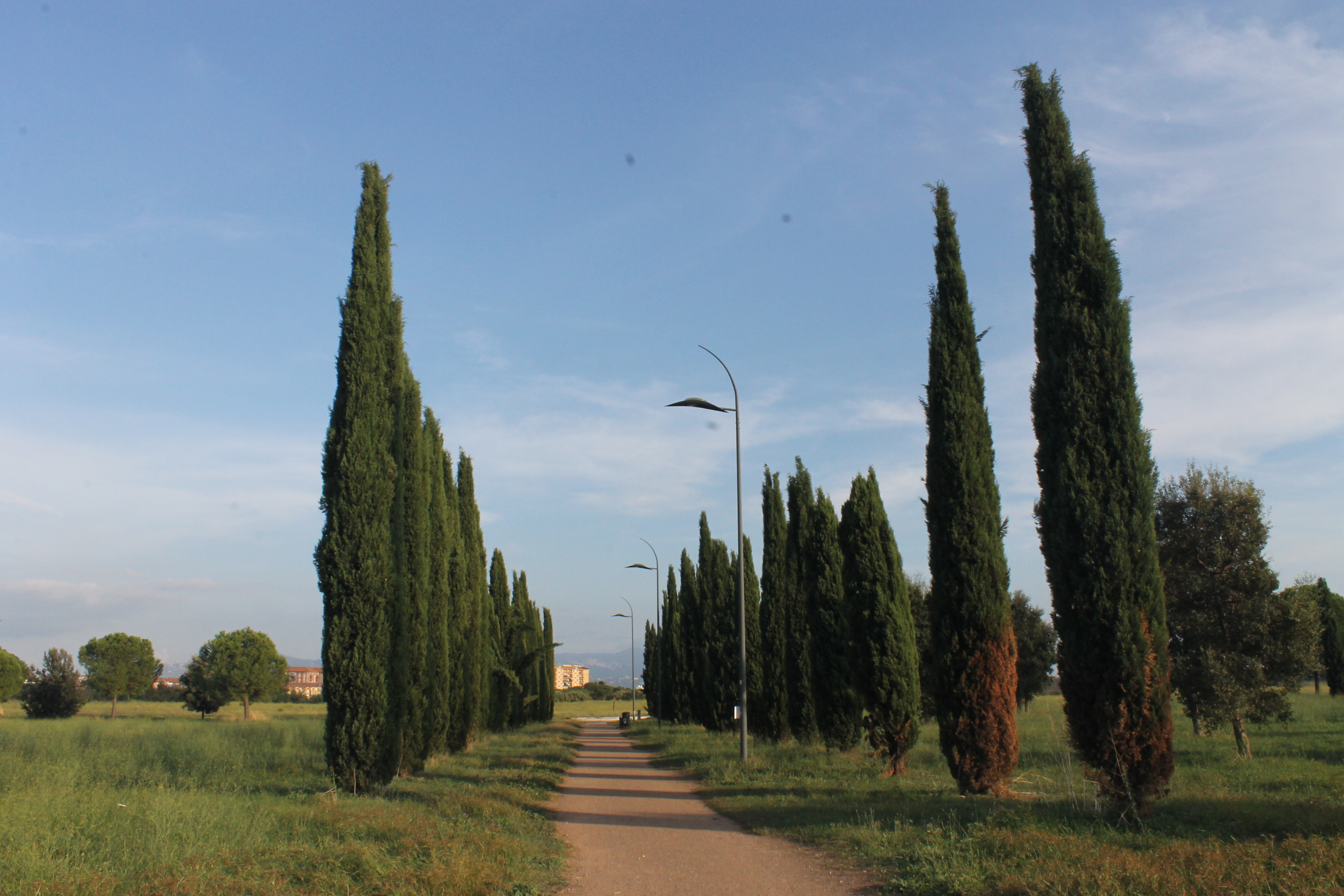
Parque Arqueológico de Centocelle

Parque Arqueológico de Centocelle (em latim: Parco archeologico di Centocelle) é uma área verde de aproximadamente 120 hectares localizada no quartiere Don Bosco de Roma, ao sul da zona urbana periférica de Centocelle. Ele é delimitado a oeste pela Via di Centocelle, a norte pela Via Casilina, a leste pela Viale Togliatti e ao sul pela Via Papiria e pela sede militar do Comando della Squadra Aerea da Força Aérea Italiana e do Comando Operativo di Vertice Interforze do Ministério da Defesa da Itália.

## História

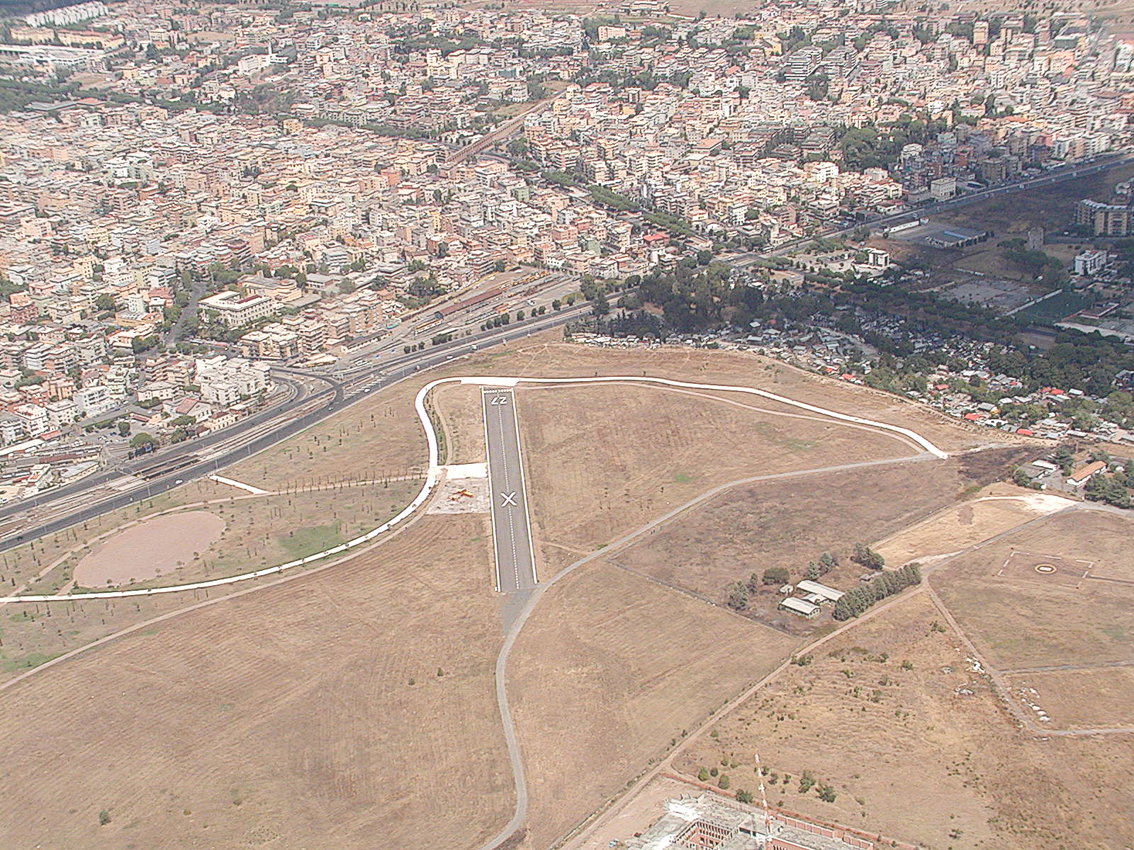
Vista aérea do parque com destaque para a pista do antigo aeroporto de Roma-Centocelle, o primeiro da Itália (hoje desativado)

Este parque está localizado numa planície que contém diversos restos arqueológicos que testemunham a utilização da área a partir do final do século VI a.C. Além de dois armazéns, um de uso civil do período republicano e outro de uso religioso, foram descobertas nas escavações do final do século XX as três villas romanas conhecidas como Villa da Piscina (em italiano:  Villa della Piscina), Villa das Termas (em italiano:  Villa delle Terme) e Villa Ad Duas Lauros (ad Duas Lauros, "dos dois louros" em latim). Esta última é particularmente importante porque era parte de uma grande propriedade imperial da dinastia constantiniana, mais especificamente a residência da imperatriz Helena, e, por conta de suas dimensões, era chamada de "Centum Cellae" ("Cem quartos"), a origem do nome do bairro de "Centocelle" e do próprio parque. Depois da doação da propriedade para a Igreja, foi criada ali a Diocese suburbicária Subaugusta.
No final do século XIX foi construído o Forte Casilina e, no início do seguinte, o resto do terreno foi utilizado para a construção do primeiro aeroporto da Itália, o Aeroporto de Roma-Centocelle, inaugurado oficialmente em 15 de abril de 1909. Depois que ele deixou de ser utilizado, a área foi cedida para a construção novos projetos urbanísticos com base no plano diretor de 1962, que previa construções no âmbito do Sistema Direzionale Orientale (S.D.O.) e, por conta disto, ela foi cedida à Comuna de Roma.
Logo depois, com o fracasso da S.D.O. e com a transformação da área inteira em um local de interesse histórico-arqueológico pelo Ministero per i Beni Culturali, a Comuna criou o parque arqueológico aproveitando para suprir a carência de áreas verdes na região. Contudo, a abertura ao público se mostrou problemática por causa de uma série de ocupações ilegais parte de ferros-velhos automotivos (alguns ainda no local), clubes esportivos e de dois enormes acampamentos do povo Rom ("ciganos"), na Via Casilina 700 e 900. Finalmente aberto em 2006, o parque acabou fechado por motivos de segurança entre 2008 e janeiro de 2010. Atualmente é possível visitar uma extensão de aproximadamente 33 hectares. A pista do antigo aeroporto ainda é visível no parque.
No subsolo do parque corre uma galeria artificial com cerca de um quilômetro, hoje abandonada, que fazia parte de uma ferrovia metropolitana iniciada durante o período fascista (década de 1930), um projeto interrompido pelo início da Segunda Guerra Mundial e jamais retomado.